# Helictotrichon potaninii
Helictotrichon potaninii är en gräsart som beskrevs av Nikolai Nikolaievich Tzvelev. Helictotrichon potaninii ingår i släktet Helictotrichon och familjen gräs. Inga underarter finns listade i Catalogue of Life.